# Улька (область)
Улька́ (азерб. اؤلکه, ölkə — «страна», от тюрк. ülkä — «область») — название территории (удел), пожалованные шахами в Сефевидском государстве, на различных условиях, кызылбашским племенам и их эмирам.

## История
Впервые территориальные владения — улька, дарованные правителями известны со времен Тимуридов. При Сефевидах, улька обозначали два типа пожалования:
- Территории во владение — тиула, временного или наследственного (союргал) с налоговым иммунитетом именуемой муа'фи, или без налогового иммунитета.
- Территория, пожалованная эмирам кызылбашских племен для кормления, с правом распределения земель и пастбищ между родами и знатью племени.

Улька одного и того же племени могли располагаться в различных частях государства. Обычно несколько улька объединялись в составе одного вилаййета (области), позже эялета (губернаторство). Наследственные улька, после падения Сефевидской державы, стали основой будущих полунезависимых ханств.